# わが心に歌えば (映画)
『わが心に歌えば』（With a Song in My Heart）は、ウォルター・ラング監督、ラマー・トロッティ脚本・製作による1952年のアメリカ映画である。歌手のジェーン・フローマンの半生を描いた伝記映画である。フローマンを演じるのはスーザン・ヘイワードである。

## キャスト
※括弧内は日本語吹替（初回放送1968年6月23日『日曜洋画劇場』）
- ジェーン・フローマン：スーザン・ヘイワード（三条美紀）
- ジョン・バーン：ロリー・カルホーン（前田昌明）
- ドン・ロス：デヴィッド・ウェイン（井関一）
- クランシー：セルマ・リッター（麻生美代子）
- GI空挺部隊：ロバート・ワグナー（剣持伴紀）
- ジェニファー：ヘレン・ウェスコット（英語版）
- マリー：ウナ・マーケル（英語版）

## 受賞とノミネート
| 賞                   | 部門                                    | 候補                                                           | 結果       |
| -------------------- | --------------------------------------- | -------------------------------------------------------------- | ---------- |
| アカデミー賞         | 主演女優賞                              | スーザン・ヘイワード                                           | ノミネート |
| アカデミー賞         | 助演女優賞                              | セルマ・リッター                                               | ノミネート |
| アカデミー賞         | ミュージカル映画音楽賞                  | アルフレッド・ニューマン                                       | 受賞       |
| アカデミー賞         | 衣裳デザイン賞（カラー）                | チャールズ・ル・メア                                           | ノミネート |
| アカデミー賞         | 録音賞                                  | 20世紀フォックス・スタジオ・サウンド部 トーマス・T・モールトン | ノミネート |
| ゴールデングローブ賞 | 作品賞 (ミュージカル・コメディ部門)     | 『わが心に歌えば』                                             | 受賞       |
| ゴールデングローブ賞 | 主演女優賞 (ミュージカル・コメディ部門) | スーザン・ヘイワード                                           | 受賞       |